# Комин (Дубровачко-Неретванска)
Ко́мин (хорв. Komin) — посёлок в жупании Дубровачко-Неретванска, муниципалитет Плоче, Хорватия.

## Географическое положение
Расположен на правом берегу реки Неретвы в 10 километрах от Плоче, в 12 километрах от Метковича, в 3 километрах от Опузена и в 15 километрах от границы с Боснией и Герцеговиной. Рядом с посёлком находится гора Орловац. Посёлок протянулся параллельно течению Неретвы на 2 километра. Высота над уровнем моря — 5 метров.
До Второй мировой войны Комин был разделен на Нижний и Верхний Комин. После строительства железной дороги и новых домов это разделение исчезло, и сегодня Комин является уникальным местом, которое не может развиваться в ширину, поскольку не имеет для этого необходимых природных условий, но развивается в длину. Узкие области по обоим берегам Неретвы вплоть до её устья также относятся к Комину.

## Население
Согласно данным переписи населения 2011 года в посёлке проживали 1243 человека, из них 612 женщин и 631 мужчина.
Динамика численности населения посёлка Комин по данным Хорватского бюро статистики:

| 1857 | 1869  | 1880  | 1890  | 1900  | 1910  | 1921  | 1931   | 1948   | 1953   | 1961   | 1971   | 1981   | 1991   | 2001   | 2011   |
| ---- | ----- | ----- | ----- | ----- | ----- | ----- | ------ | ------ | ------ | ------ | ------ | ------ | ------ | ------ | ------ |
| 405  | ↗ 751 | ↘ 635 | ↗ 762 | ↗ 921 | ↗ 994 | ↘ 985 | ↗ 1086 | ↗ 1292 | ↗ 1426 | ↗ 1577 | ↗ 1595 | ↘ 1432 | ↗ 1546 | ↘ 1303 | ↘ 1243 |

Распределение населения Комина по возрастным группам в 2011 году:
| Возраст, лет | Число жителей |
| ------------ | ------------- |
| 0 — 9        | 133           |
| 10 — 19      | 148           |
| 20 — 29      | 162           |
| 30 — 39      | 165           |
| 40 — 49      | 138           |
| 50 — 59      | 183           |
| 60 — 69      | 118           |
| 70 — 79      | 115           |
| ≥ 80         | 81            |

Национальный состав Комина в 1991 году:

## Описание
В Комине работают детский сад, школа, банковская контора, почтовое отделение, 4 магазина и 2 ресторана. Есть ряд общественных объединений, в частности, духовой оркестр, футбольный клуб Gusar Komin, который играет в 1-й лиге округа, группа мажореток (основана в 2000 году), рок-группа Rokondrum и три команды лодочников (Gusari, Komin и Ništa naglo), которые выступают в Лодочном марафоне. Лодочный марафон — это любительское спортивное соревнование в гонке на лодках в долине Неретвы. Он проводится один раз в год, во вторую субботу августа, под эгидой президента Хорватской республики, и организуется Ассоциацией лодочников Неретвы. В посёлке действует Культурно-просветительное общество Danica hrvatska и культурная ассоциация Preporod («Возрождение»).
Бо́льшая часть жителей Комина занимается сельским хозяйством (в основном, выращиванием фруктов) и рыболовством. Самые знаменитые фрукты из долины Неретвы — мандарины, сбор которых часто превращается в увлекательное занятие для туристов; также выращиваются персики, нектарины, сливы, арбузы, гранаты, инжир, виноград, айва, яблоки и др. Плодородная почва в посёлке была получена с помощью мелиорации, которая проводилась в 1960—1980-х годах, во время которой было осушено озеро Модрич. В этом регионе ловится угорь, морской окунь и другие виды рыб.
| Климатограмма Комин                                  | Климатограмма Комин | Климатограмма Комин | Климатограмма Комин | Климатограмма Комин | Климатограмма Комин | Климатограмма Комин | Климатограмма Комин | Климатограмма Комин | Климатограмма Комин | Климатограмма Комин | Климатограмма Комин |
| ---------------------------------------------------- | ------------------- | ------------------- | ------------------- | ------------------- | ------------------- | ------------------- | ------------------- | ------------------- | ------------------- | ------------------- | ------------------- |
| Я                                                    | Ф                   | М                   | А                   | М                   | И                   | И                   | А                   | С                   | О                   | Н                   | Д                   |
| 247 7 4                                              | 319 9 3             | 207 13 6            | 196 18 10           | 119 22 15           | 81 27 19            | 63 30 22            | 63 28 21            | 196 22 15           | 151 18 12           | 221 13 8            | 209 8 5             |
| Температура в °C • Сумма осадков в мм Источник: NASA |                     |                     |                     |                     |                     |                     |                     |                     |                     |                     |                     |

## История
Согласно одним историческим данным Комин был основан в 1716 году; по другим источникам деревня была заселена раньше, в начале Морейской войны, после освобождения Опузена от турок в 1684 году. Изначально поселение Комин находилось на холмах Козжак и Галичак в устье Неретвы, но в XVII веке из-за эпидемии малярии жители переселились на 6 километров вверх по течению реки, где основали новый Комин. Название Комин означает «дымоход», «камин», «тепло».
Через Комин проходит дорога, которую построил Наполеон.
По данным первой переписи населения, проведённой в 1733 году, в Комине проживало 19 семей.
С 1909 по 1912 год из белого камня с острова Брач в Комине строилась церковь Святого Антония Падуанского, которую местные жители называют «Белой голубкой». Окончательно она была завершена и освящена в 1924 году. Ежегодно 13 июня проводится праздник в честь святого покровителя церкви Антония Падуанского. Покровительницей Комина также является святая Варвара (день памяти — 4 (17) декабря), которая услышала молитвы коминян и их жалобы на чуму.
В 1918 году в окрестостях Комина было найдено около 300 тысяч древнеримских монет. Основную их часть составляли монеты времён правления императоров Валериана, Галлиена и Клавдия II Готского.